# 西尼羅河病毒

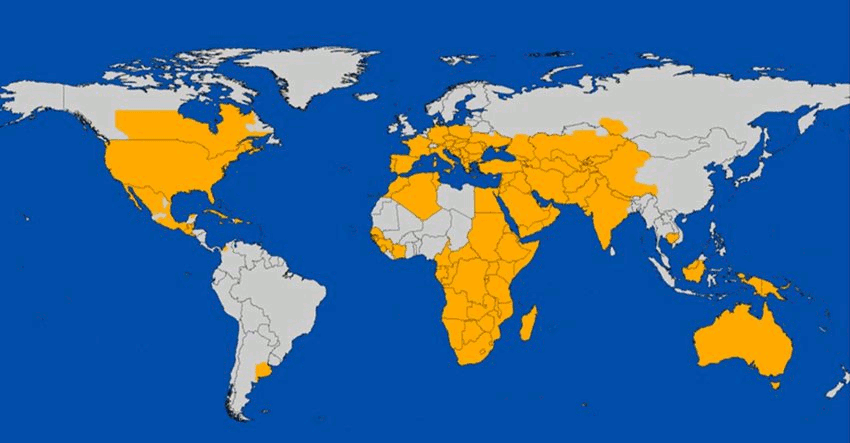
西尼羅河病毒流行地區 (CDC, 2006)

西尼羅河病毒（英文：West Nile virus）一種熱帶和溫帶地區病毒。 它主要傳染鳥，但還傳染人、馬、貓、臭鼬、灰鼠和家養的兔子。人的傳染主路是由被傳染的蚊子的叮咬。

## 历史
最早发现西尼罗病毒是1937年在乌干达West Nile sub-region，由家蚊传播。人群中主要的一次西尼罗病毒流行传播发生在1950年的以色列。1990年代中期罗马尼亚大暴发后，随后在摩洛哥（1996年）、突尼斯（1997年）、意大利（1998年）、以色列（1998）都有小规模爆發。特别是1998年在以色列发生过对鹅和鹳致命的爆發，是唯一對禽類有致死可能的黄病毒。
1999年夏天，纽约市十分炎热。城市周围开始有大量乌鸦死亡，长岛的东端已经开始有不寻常的马脑炎的爆发，布朗克斯動物園的智利火烈鸟和雪鸮的生病和死亡。皇后区人群中出现脑炎爆發。公共卫生应对疫情不能等待病毒分离验证的结果，纽约市市长指示积极的多方位的在皇后区干预公共卫生。美国网球公开赛上分配驱蚊药和卡车空中喷洒杀蚊药。但之后新的病例陆续於布鲁克林、布朗克斯和曼哈顿出現。美洲本土常见的聖路易斯腦炎几乎不会导致人的发病和鸟类死亡之间的联系。最终CDC从美国农业部NVSL获得病死禽的组织标本，确定了致死禽的病毒是WNV（NY99株），并排除了圣路易斯脑炎病毒的可能性。E基因序列的系统发育分析表明，和WNV-NY99病毒最接近的是以色列暴发的1998年WNV。遗传结果暗示，WNV-NY99起源于以色列，并从那里迁移到纽约。以色列WNV和WNV-NY99都具有杀死鸟类的能力。

## 外部連結
- 微生物免疫學-Flaviviridae(黃病毒科) （页面存档备份，存于）
- West Nile virus（页面存档备份，存于） - WHO